# Mångformigt spindelskinn
Mångformigt spindelskinn (Athelia epiphylla) är en svampart som beskrevs av Pers. 1822. Mångformigt spindelskinn ingår i släktet Athelia och familjen Atheliaceae.  Arten är reproducerande i Sverige. Inga underarter finns listade i Catalogue of Life.

## Källor

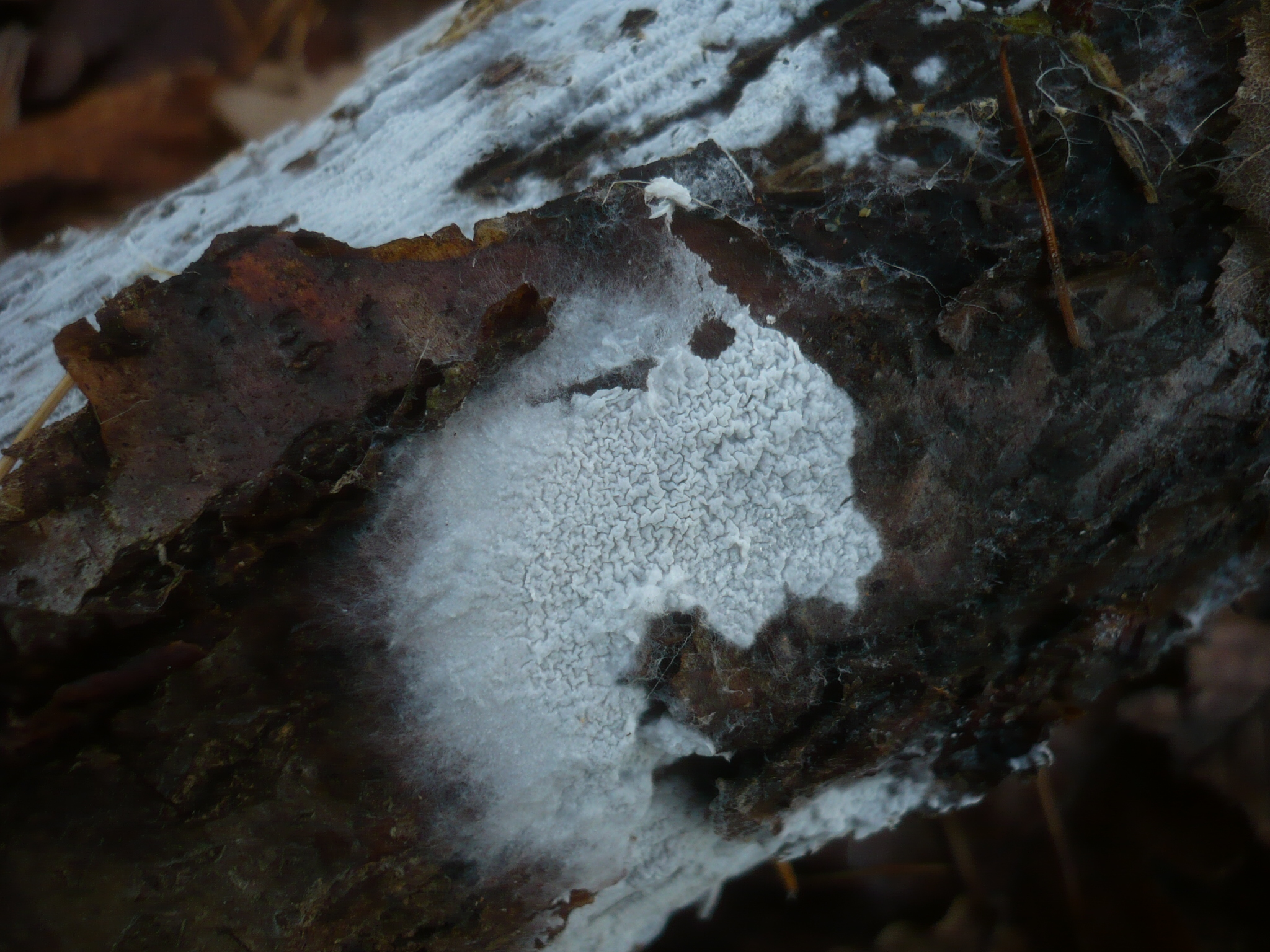
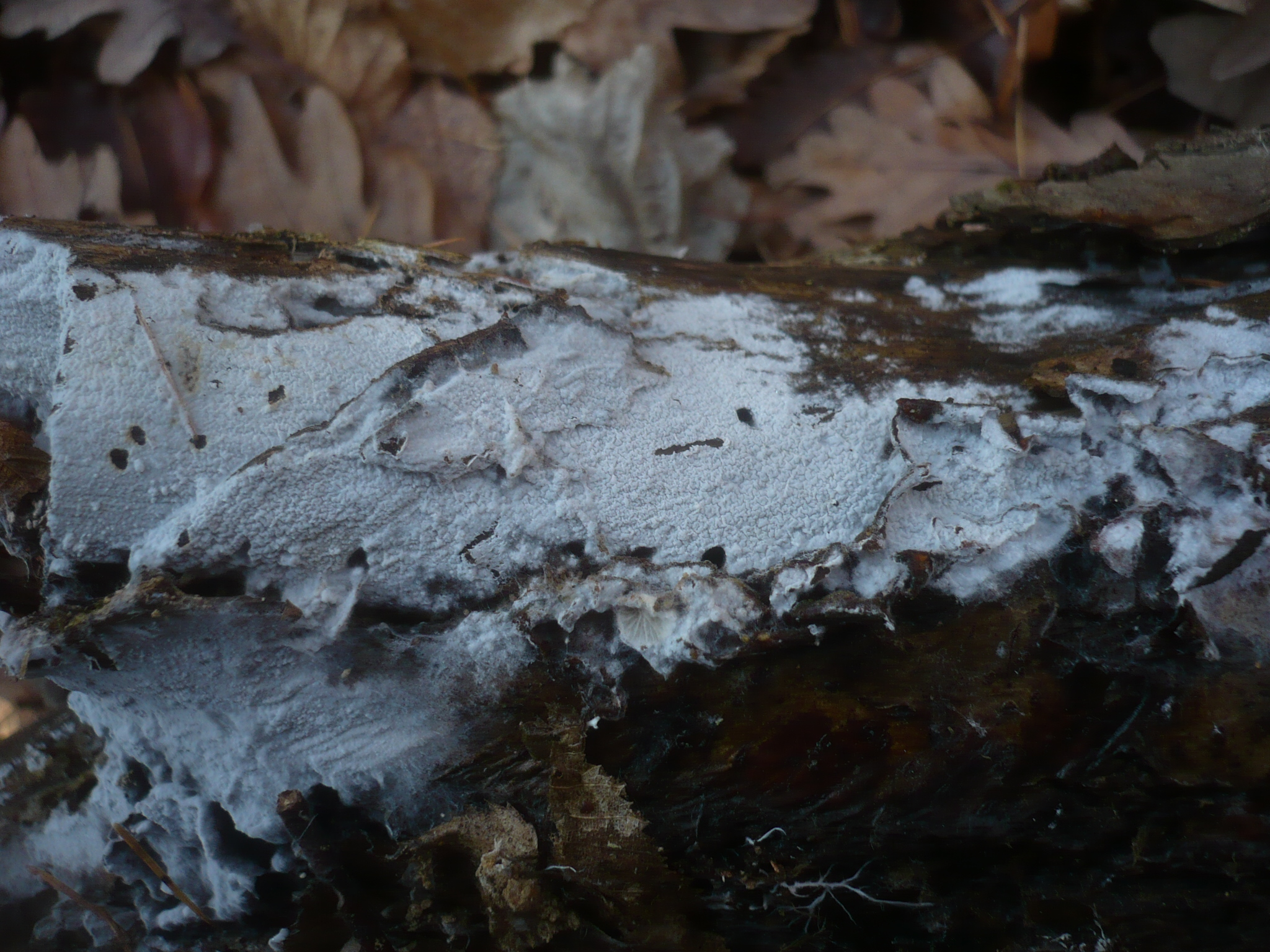
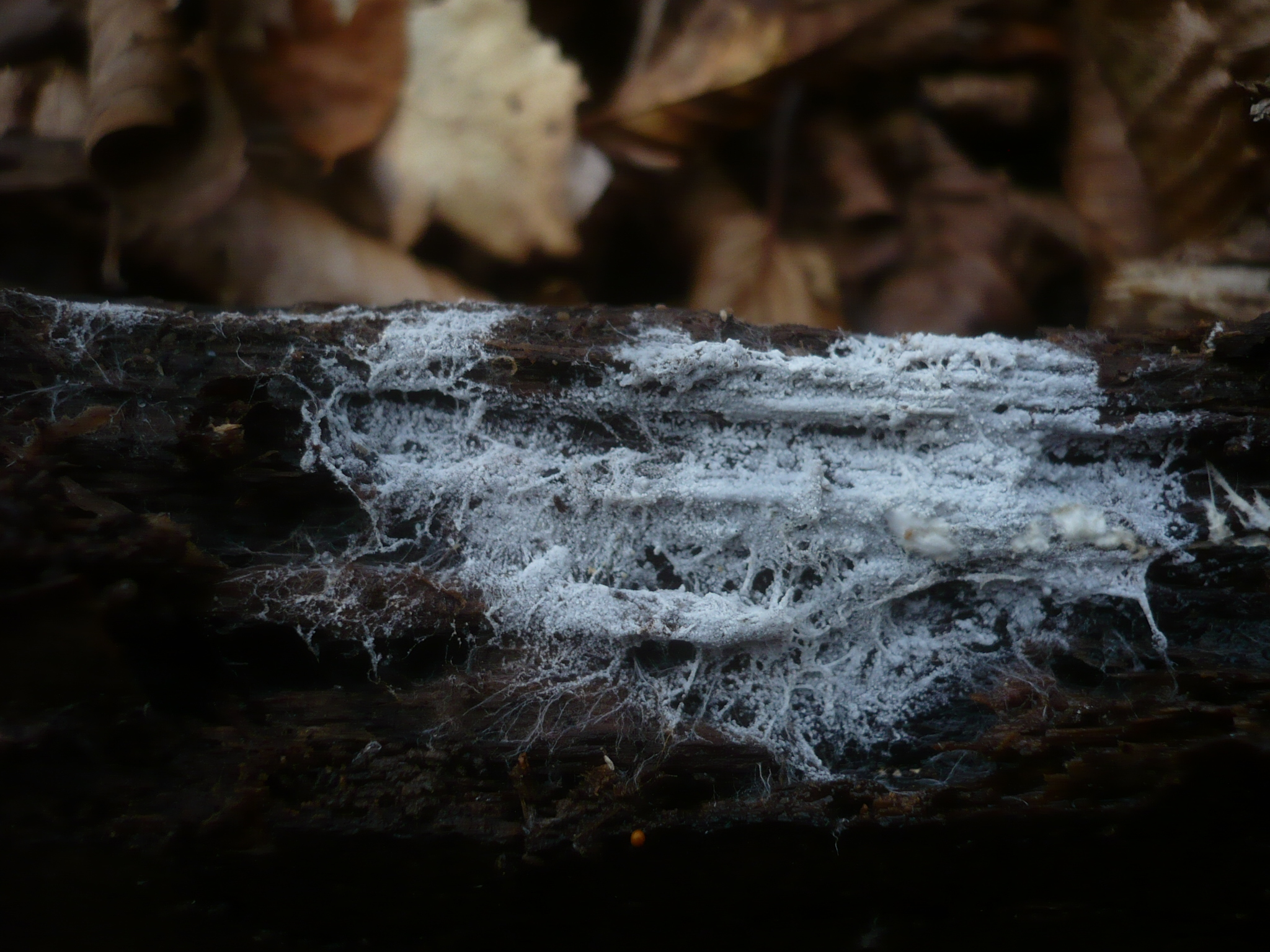
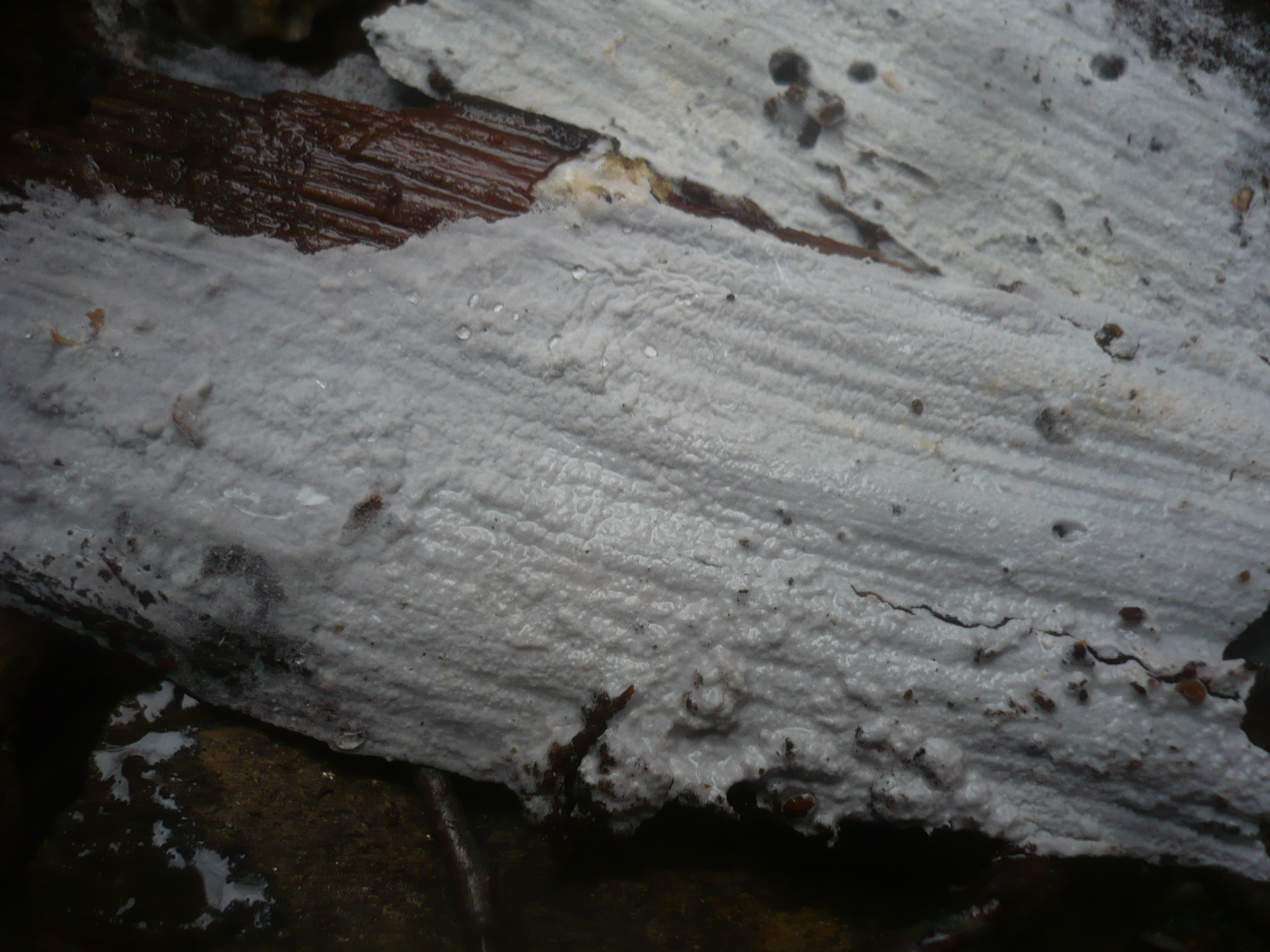